# Janus Friis
Janus Friis (né le 26 juin 1976), est un entrepreneur danois, cofondateur de Skype, société internationale de téléphonie sur Internet, fondée avec Niklas Zennström en 2003 sur la base des principes du P2P.
Avant Skype, Janus a fondé avec Niklas Zennström KaZaA, le logiciel le plus téléchargé dans l'histoire de l'Internet avec plus de 370 millions de téléchargements.
Il s'attelle actuellement (en août 2024) au développement de Joost (sous le nom de code The Venice Project), le projet a officiellement été discontinué en 2012.
Janus est également cofondateur d'Altnet, le premier réseau P2P sécurisé de vente en gros pour la promotion de contenus commerciaux auprès de millions de consommateurs. Le réseau intègre la totalité de la chaîne de valeur, depuis la promotion, la distribution, jusqu'au règlement du contenu numérique, octroyant notamment le plus grand nombre au monde de licences de gestion de droits d'auteurs numériques. Janus est aussi cofondateur de Bullguard.com, une suite logicielle destinée à la sécurité informatique.
Avant de découvrir sa vocation d'entrepreneur, Janus a commencé sa carrière au centre d’assistance de CyberCity, un des premiers fournisseurs d’accès Internet (FAI) du Danemark. Il a travaillé pour get2net, autre FAI danois et aidé Niklas Zennström pour le lancement du portail everyday.com.
Janus Friis aime pratiquer le parachutisme, la natation, les arts martiaux, ainsi que les bains de mer hivernaux.
Il a été en couple avec la chanteuse danoise Aura Dione de novembre 2011 à 2015.